# Road (canção)
"Road" é uma canção do produtor e DJ brasileiro Bruno Martini e do músico americano Timbaland com participação nos vocais do brasileiro Johnny Franco. Foi lançada em 6 de outubro de 2017 pela Universal Music, e os artistas a co-compuseram com Mayra Arduini, Angel Lopez e David Brady. O videoclipe da canção foi lançado em 12 de outubro de 2017, no YouTube.
A música faz parte da campanha da campanha do plano TIM Black da TIM que foi lançada em 5 de agosto de 2017.

## Composição
A Billboard escreveu sobre a faixa dizendo que ela tem um "toque ocidental com o violão vibrando em um ritmo animado" e possui uma "vibração legal, com uma vibe country legal". O site Wonderland in Rave disse que a canção contém elementos do "country, blues e pop".

## Créditos
Créditos adaptados do Tidal.
- Bruno Martini - Compositor, performer, leticista, guitarra, co-produtor
- Timbaland - Compositor, performer, leticista, produtor executivo
- Johnny Franco - Vocal, compositor, leticista, guitarra
- Mayra Arduini - Compositor, leticista
- Angel Lopez - Compositor, leticista
- David Brady - Compositor, leticista
- Paul Soveral - Baixo